# Ancretteville-sur-Mer
Ancretteville-sur-Mer est une commune française située dans le département de la Seine-Maritime, en région Normandie.

## Géographie
Commune du pays de Caux, Ancretteville-sur-Mer est située dans le canton de Fécamp.

### Communes limitrophes

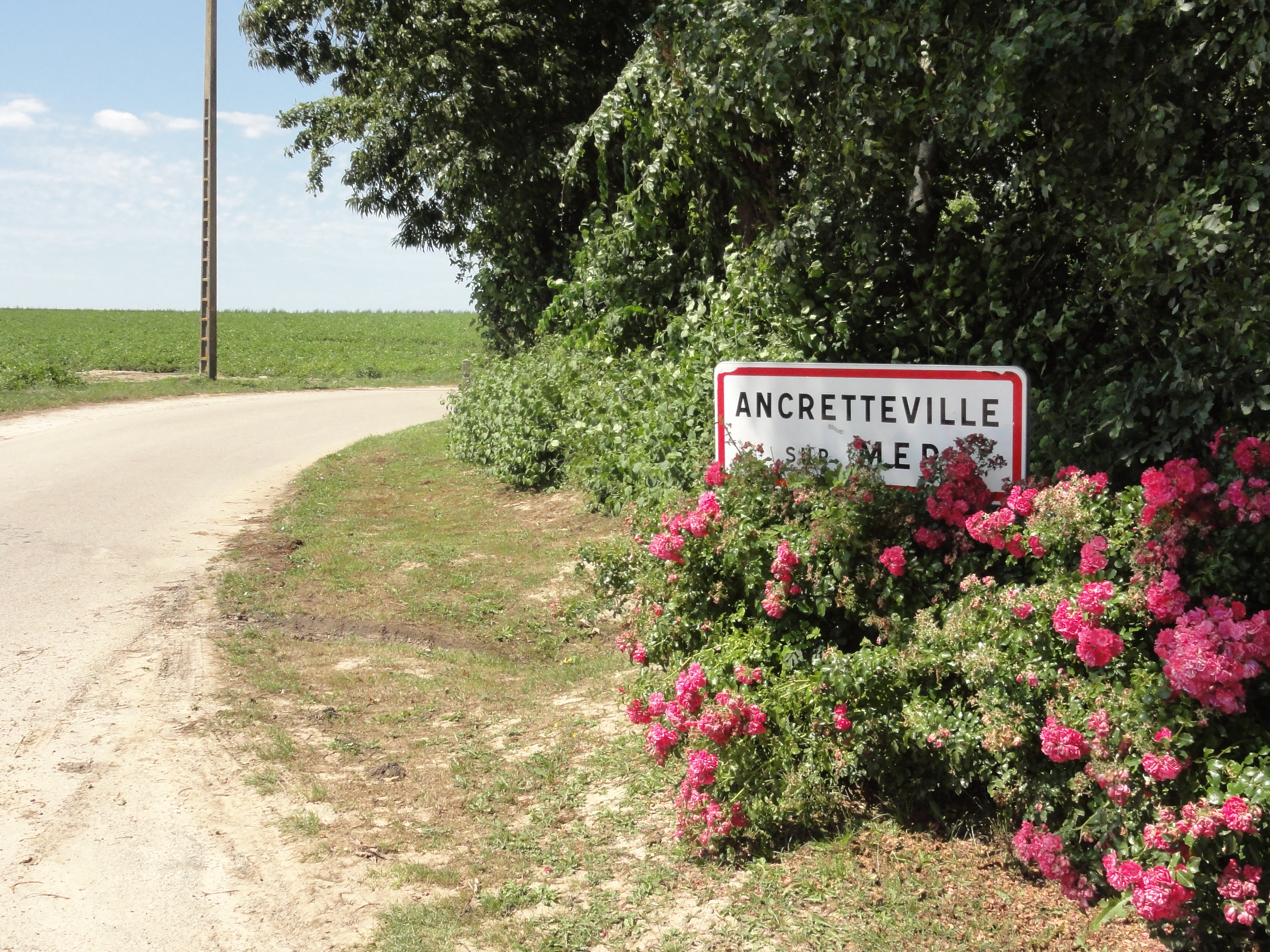
Entrée d'Ancretteville-sur-Mer.
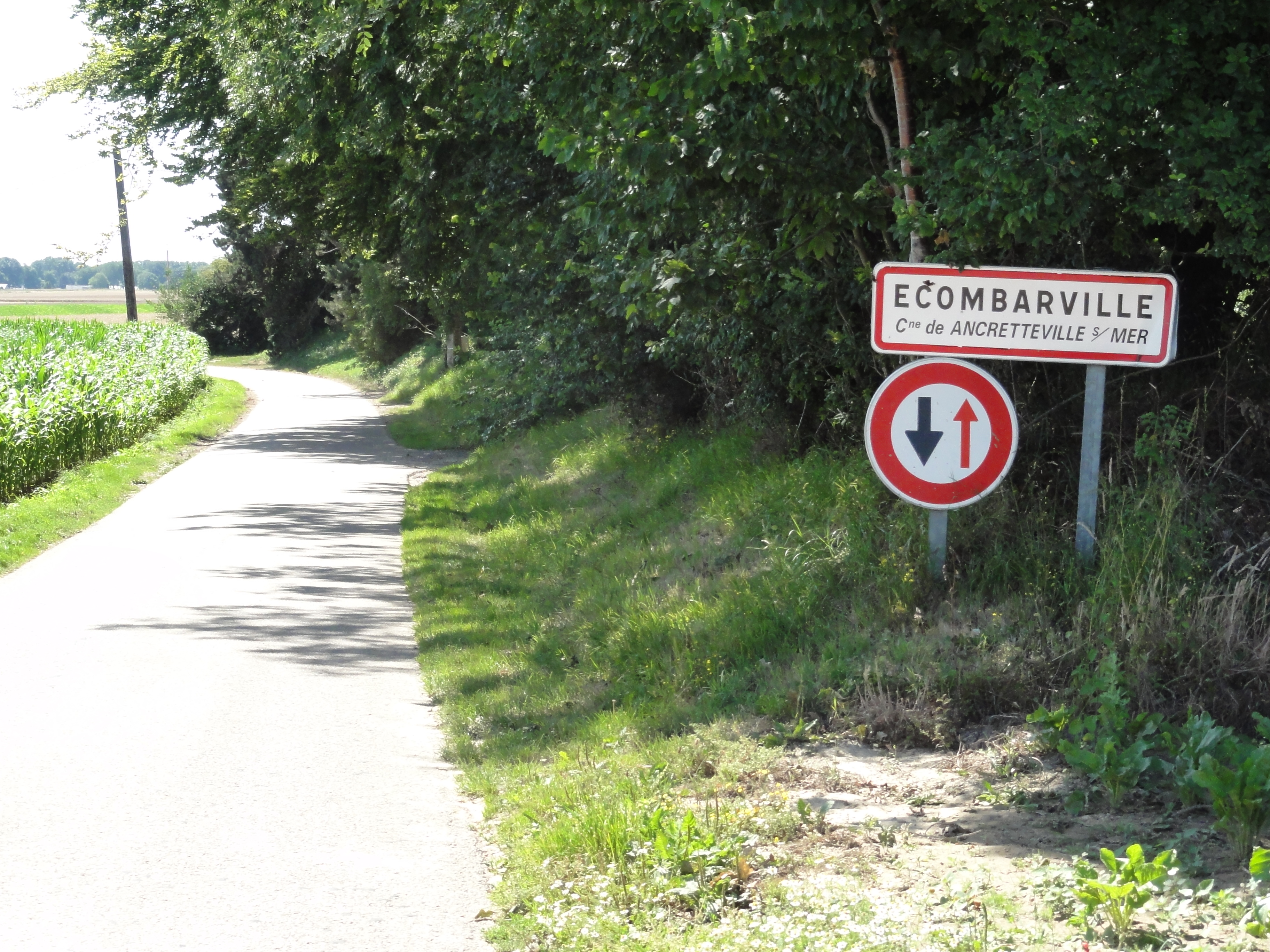
Entrée d'Écombarville.

### Hydrographie
La commune est située dans le bassin Seine-Normandie. Elle n'est drainée par aucun cours d'eau.

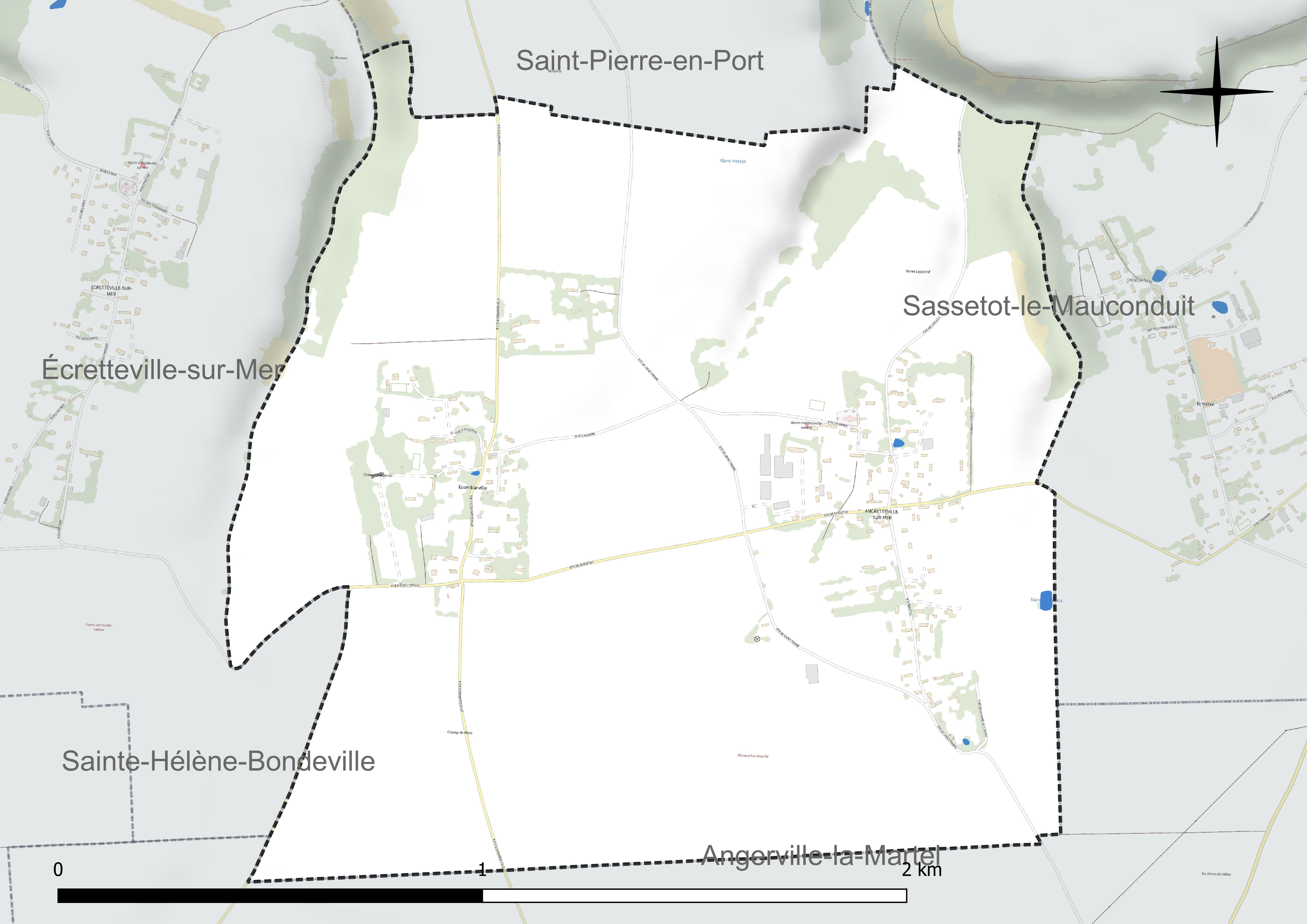
Réseau hydrographique d'Ancretteville-sur-Mer.

### Climat
Pour des articles plus généraux, voir Climat de la Normandie et Climat de la Seine-Maritime.
En 2010, le climat de la commune est de type climat océanique franc, selon une étude du CNRS s'appuyant sur une série de données couvrant la période 1971-2000. En 2020, Météo-France publie une typologie des climats de la France métropolitaine dans laquelle la commune est exposée à un climat océanique et est dans la région climatique Côtes de la Manche orientale, caractérisée par un faible ensoleillement (1 550 h/an) ; forte humidité de l’air (plus de 20 h/jour avec humidité relative > 80 % en hiver), vents forts fréquents. Parallèlement le GIEC normand, un groupe régional d’experts sur le climat, différencie quant à lui, dans une étude de 2020, trois grands types de climats pour la région Normandie, nuancés à une échelle plus fine par les facteurs géographiques locaux. La commune est, selon ce zonage, exposée à un « climat maritime », correspondant au Pays de Caux, frais, humide et pluvieux, légèrement plus frais que dans le Cotentin.
Pour la période 1971-2000, la température annuelle moyenne est de 10,4 °C, avec une amplitude thermique annuelle de 12,8 °C. Le cumul annuel moyen de précipitations est de 901 mm, avec 12,9 jours de précipitations en janvier et 8,6 jours en juillet. Pour la période 1991-2020, la température moyenne annuelle observée sur la station météorologique la plus proche, située sur la commune d'Ectot-lès-Baons à 27 km à vol d'oiseau, est de 10,8 °C et le cumul annuel moyen de précipitations est de 905,5 mm,. Pour l'avenir, les paramètres climatiques de la commune estimés pour 2050 selon différents scénarios d’émission de gaz à effet de serre sont consultables sur un site dédié publié par Météo-France en novembre 2022.

## Urbanisme

### Typologie
Au 1er janvier 2024, Ancretteville-sur-Mer est catégorisée commune rurale à habitat dispersé, selon la nouvelle grille communale de densité à sept niveaux définie par l'Insee en 2022.
Elle est située hors unité urbaine. Par ailleurs la commune fait partie de l'aire d'attraction de Fécamp, dont elle est une commune de la couronne,. Cette aire, qui regroupe 26 communes, est catégorisée dans les aires de moins de 50 000 habitants,.

### Occupation des sols
L'occupation des sols de la commune, telle qu'elle ressort de la base de données européenne d’occupation biophysique des sols Corine Land Cover (CLC), est marquée par l'importance des territoires agricoles (90,3 % en 2018), en diminution par rapport à 1990 (100 %). La répartition détaillée en 2018 est la suivante :
terres arables (69 %), prairies (12 %), zones urbanisées (9,7 %), zones agricoles hétérogènes (9,4 %). L'évolution de l’occupation des sols de la commune et de ses infrastructures peut être observée sur les différentes représentations cartographiques du territoire : la carte de Cassini (XVIIIe siècle), la carte d'état-major (1820-1866) et les cartes ou photos aériennes de l'IGN pour la période actuelle (1950 à aujourd'hui).

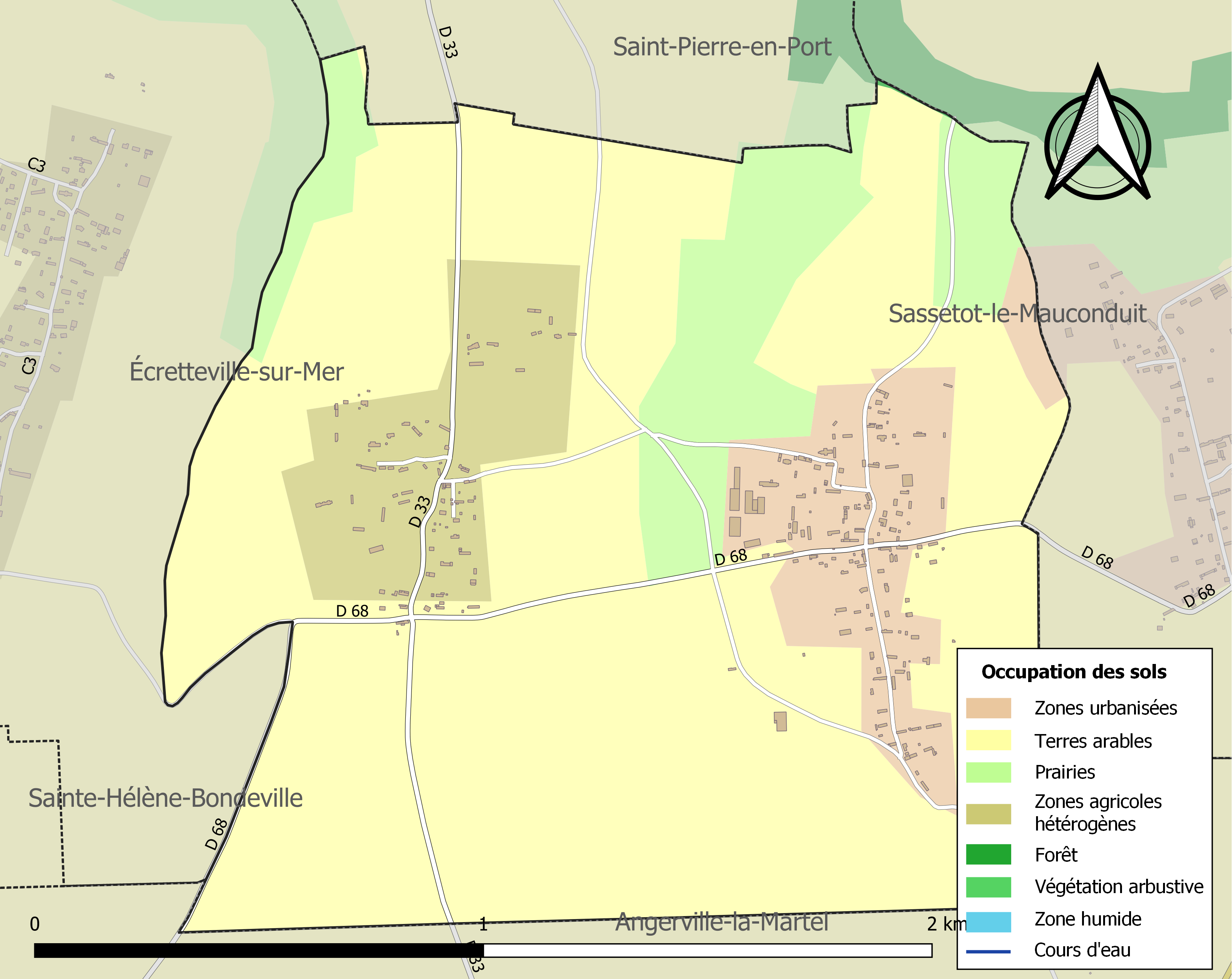
Carte des infrastructures et de l'occupation des sols de la commune en 2018 (CLC).

## Toponymie
Le nom de la localité est attesté sous les formes  Anschetevilla à la fin du XIIe siècle, Anschetevillam (accusatif) en 1177 ; Anquetervillam supra mare vers 1210 ; Anquetervilla vers 1240 ; Anquetierville prope Veulettes en 1319 ; Ancretteville sur la mer en 1485.
Toponyme médiéval en -ville, au sens ancien de « domaine rural », précédé de l'anthroponyme norrois Ásketill, dont est issu le nom de personne Anquetil, ancien prénom devenu nom de famille normand au XIIIe siècle.
variantes graphiques et phonétiques : Anctil, Anquetille, Amptil et Anquety.
Les autres noms de lieux cauchois : Ancourteville-sur-Héricourt ;
Ancretiéville-Saint-Victor et Anquetierville contiennent tous le même anthroponyme scandinave.
Le hameau d'Écombarville est une attesté sous les formes apud Escobardevillam (accusatif) vers 1210 ; Ham. d'Escombardeville en 1403. Le premier élément Escobarde- représente sans doute un nom de personne scandinave ou anglo-scandinave, conjecturellement *Skorbarði ou *Skorbarðr. Connu par une forme de 1210, relativement tardive, il est probable que le r précédent le b s'était déjà amuï.

## Politique et administration
| Période                                  | Période                    | Identité         | Étiquette | Qualité                                     |
| ---------------------------------------- | -------------------------- | ---------------- | --------- | ------------------------------------------- |
| Les données manquantes sont à compléter. |                            |                  |           |                                             |
| mars 2001                                | En cours (au 11 août 2020) | Jean-Louis Panel | DVD       | Agriculteur Réélu pour le mandat 2020-2026, |

## Démographie
L'évolution du nombre d'habitants est connue à travers les recensements de la population effectués dans la commune depuis 1793. Pour les communes de moins de 10 000 habitants, une enquête de recensement portant sur toute la population est réalisée tous les cinq ans, les populations de référence des années intermédiaires étant quant à elles estimées par interpolation ou extrapolation. Pour la commune, le premier recensement exhaustif entrant dans le cadre du nouveau dispositif a été réalisé en 2004.

En 2022, la commune comptait 149 habitants, en évolution de −16,76 % par rapport à 2016 (Seine-Maritime : +0,35 %, France hors Mayotte : +2,11 %).
| 1793 | 1800 | 1806 | 1821 | 1831 | 1836 | 1841 | 1846 | 1851 |
| ---- | ---- | ---- | ---- | ---- | ---- | ---- | ---- | ---- |
| 360  | 330  | 380  | 402  | 526  | 520  | 576  | 506  | 481  |

| 1856 | 1861 | 1866 | 1872 | 1876 | 1881 | 1886 | 1891 | 1896 |
| ---- | ---- | ---- | ---- | ---- | ---- | ---- | ---- | ---- |
| 431  | 429  | 437  | 422  | 432  | 445  | 369  | 336  | 306  |

| 1901 | 1906 | 1911 | 1921 | 1926 | 1931 | 1936 | 1946 | 1954 |
| ---- | ---- | ---- | ---- | ---- | ---- | ---- | ---- | ---- |
| 305  | 301  | 290  | 252  | 259  | 252  | 254  | 219  | 215  |

| 1962 | 1968 | 1975 | 1982 | 1990 | 1999 | 2004 | 2006 | 2009 |
| ---- | ---- | ---- | ---- | ---- | ---- | ---- | ---- | ---- |
| 188  | 209  | 162  | 178  | 183  | 178  | 177  | 171  | 190  |

| 2014 | 2019 | 2022 | - | - | - | - | - | - |
| ---- | ---- | ---- | - | - | - | - | - | - |
| 184  | 152  | 149  | - | - | - | - | - | - |

## Culture locale et patrimoine

### Lieux et monuments
- L'église Saint-Amand a été construite au XVIIIe siècle sur un sanctuaire du XIIe siècle. Elle abrite un retable du XVIIIe siècle au centre duquel se trouve une toile de César Bredel, l'Adoration des Bergers, peinte en 1755. Contre l'église, une ancienne croix sculptée.
- Le monument aux morts.
- Le château d'Angerval du XVIIIe siècle.
- Le calvaire d'Écombarville.

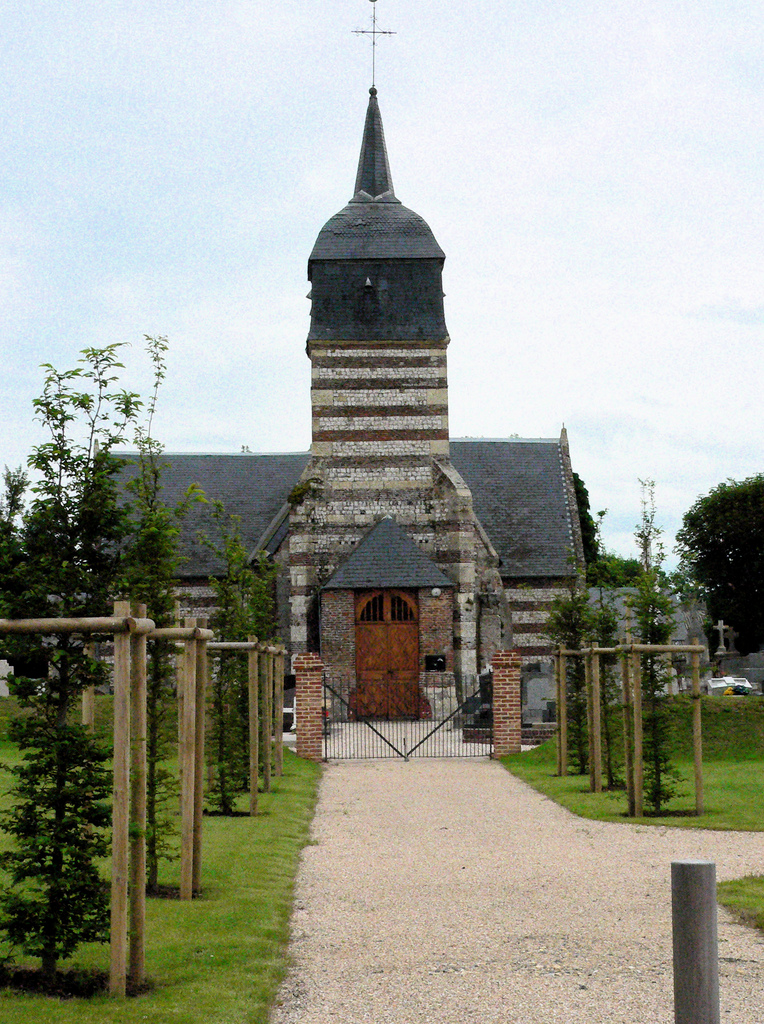
L'église Saint-Amand.
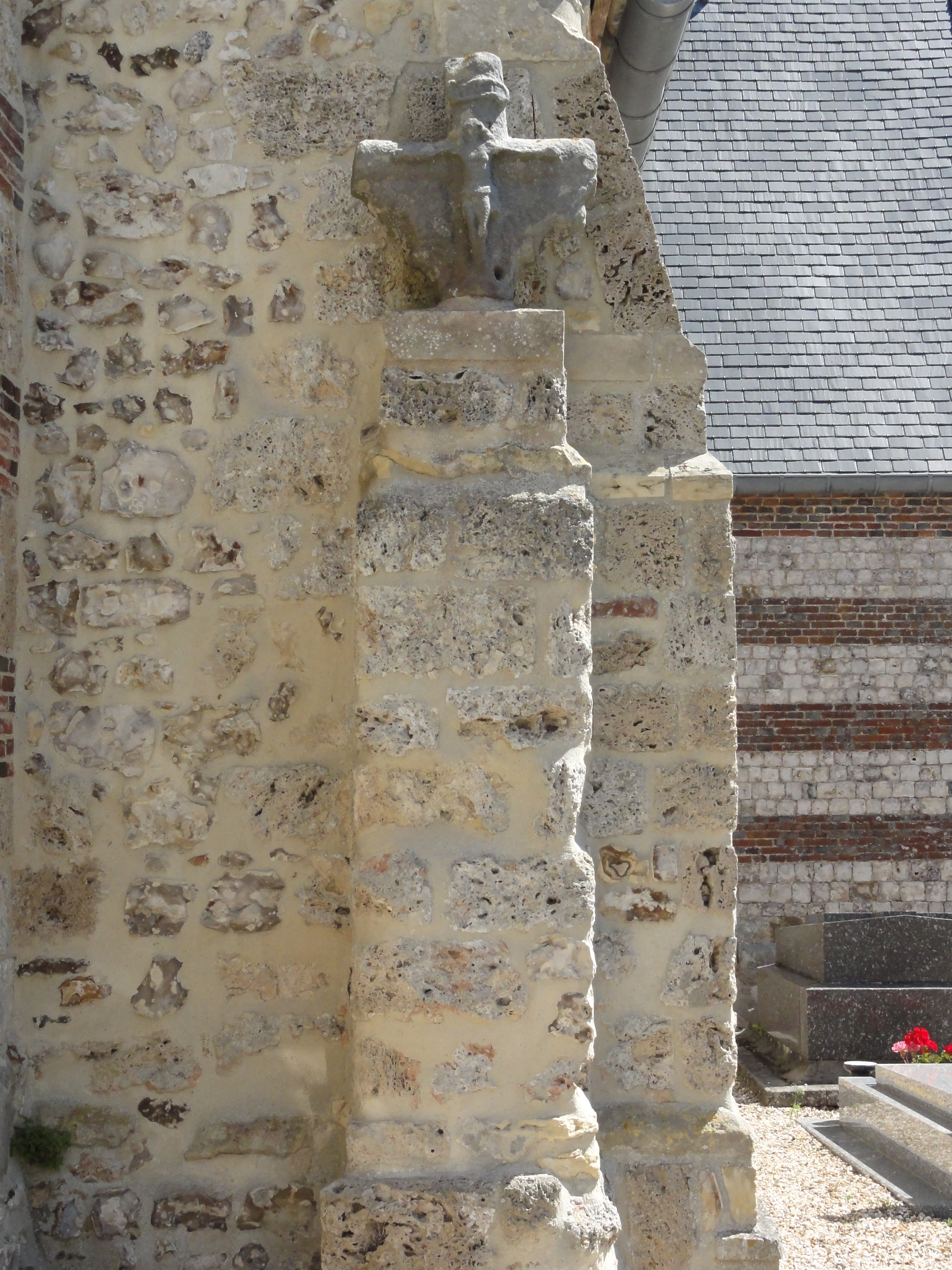
Ancienne croix sculptée.
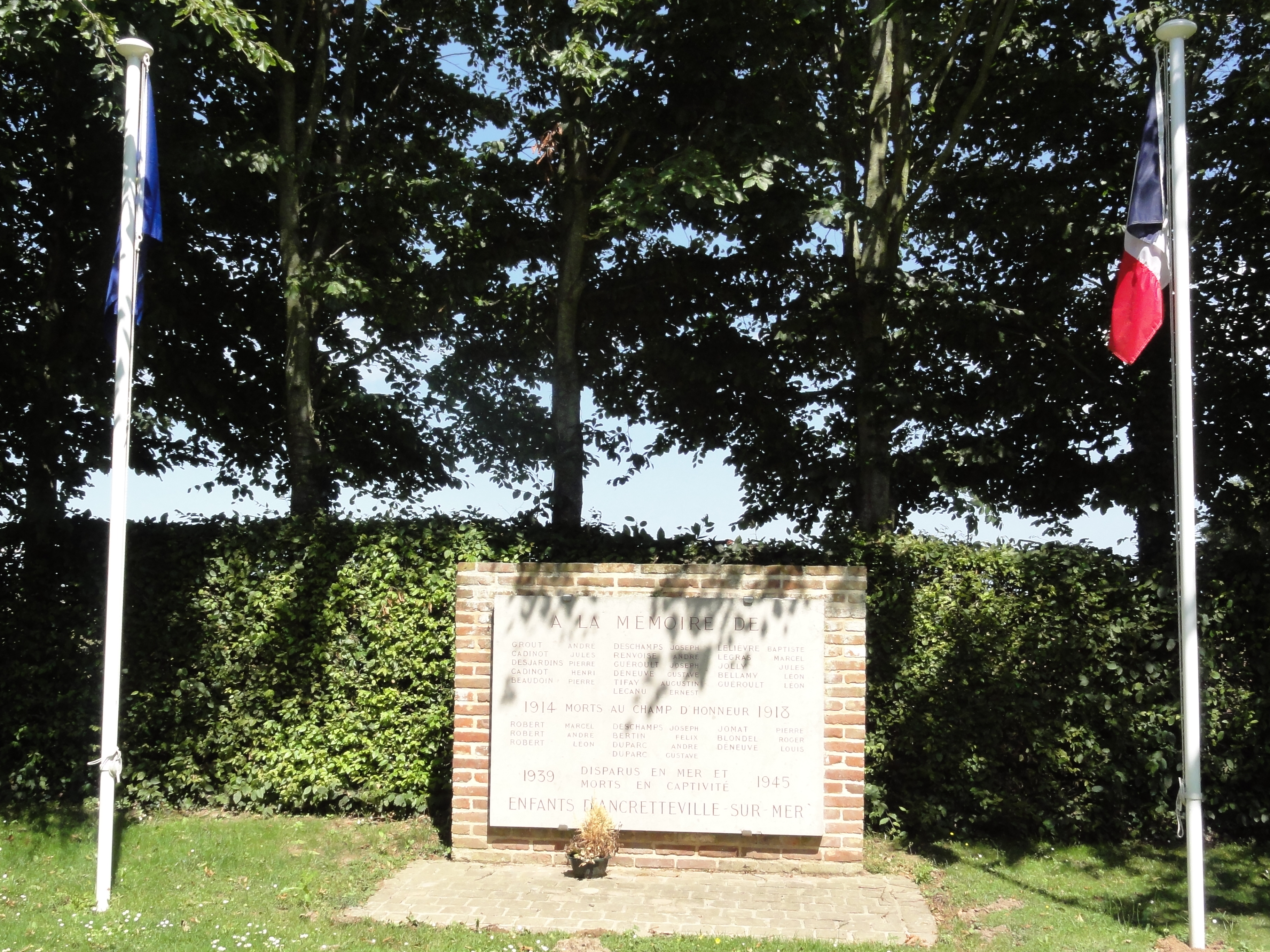
Le monument aux morts.
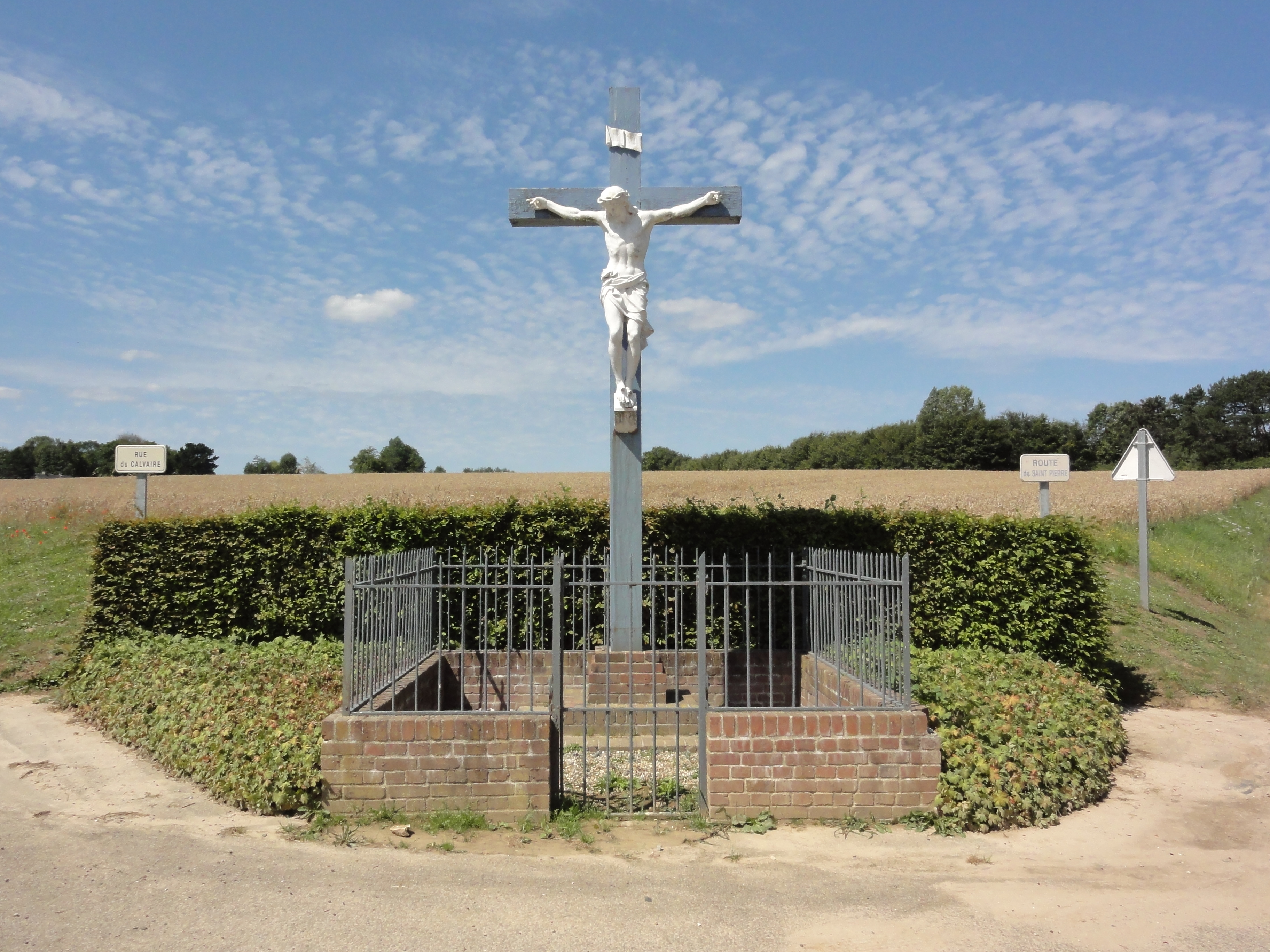
Le calvaire d'Écombarville.